# Dębinki (Wyszków)
Pour les articles homonymes, voir Dębinki.
Dębinki (prononciation : [dɛmˈbinki]) est un village polonais de la gmina de Zabrodzie dans le powiat de Wyszków de la voïvodie de Mazovie dans le centre-est de la Pologne.
Il se situe à environ 3 kilomètres au sud de Zabrodzie (siège de la gmina), 13 kilomètres au sud de Wyszków (siège du powiat) et à 41 kilomètres au nord-est de Varsovie (capitale de la Pologne).
Le village possède une population de 547 habitants en 2007.

## Histoire
De 1975 à 1998, le village faisait partie du territoire de la voïvodie d'Ostrołęka.

Depuis 1999, Dębinki est situé dans la voïvodie de Mazovie.